# 가와이 마사히로
가와이 마사히로(일본어: 川相 昌弘, 1964년 9월 27일 ~ )는 일본의 전 프로 야구 선수이자 전 야구 지도자이자 야구 해설가,야구 평론가이다.
현역 시절 요미우리 자이언츠와 주니치 드래건스에서 활약을 했고 입단 동기는 사이토 마사키가 있다. 통산 533개의 희생 번트는 기네스 기록을 갖고 있을 정도의 ‘번트의 달인’(バント職人)이라는 별명을 갖고 있으며 요미우리 구단 역사상 굴지의 수비력을 자랑하는 유격수였다.

## 상세 정보

### 출신 학교
- 오카야마 현립 오카야마미나미 고등학교

### 선수 경력
- 요미우리 자이언츠(1983년 ~ 2003년)
- 주니치 드래건스(2004년 ~ 2006년)

### 지도자 경력
- 주니치 드래건스 1군 내야 수비 주루 코치(2007년 ~ 2009년)
- 주니치 드래건스 2군 감독(2010년)
- 요미우리 자이언츠 2군 감독(2011년 ~ 2012년)
- 요미우리 자이언츠 1군 수석 코치(2013년 ~ 2015년)
- 요미우리 자이언츠 3군 감독(2016년 ~ 2017년)
- 요미우리 자이언츠 2군 감독(2018년)

### 기타 경력
- 니혼 TV.닛폰 방송 야구해설가(2019년 ~ )
- 스포츠호치 야구평론가(2019년 ~ )

### 수상·타이틀 경력
- 베스트 나인 : 1회(1994년)
- 골든 글러브상 : 6회(1989년 ~ 1991년, 1993년, 1994년, 1996년)
- JA 전농 Go·Go상 : 1회(매직 글러브상 : 1993년 6월)
- 도쿄 돔 MVP : 2회(1991년, 1993년)
- 센트럴 리그 회장 특별상 : 1회(2003년)

### 개인 기록

#### 첫 기록
- 첫 출장 : 1984년 4월 24일, 대 요코하마 다이요 웨일스 1차전(요코하마 스타디움), 8회말에 이시와타 시게루를 대신해 유격수로서 출장
- 첫 선발 출장 : 1984년 5월 24일, 대 한신 타이거스 11차전(고라쿠엔 구장), 8번·유격수로서 선발 출장
- 첫 안타 : 1984년 6월 2일, 대 야쿠르트 스왈로스 7차전(고라쿠엔 구장), 8회말에 가토리 요시타카의 대타로서 출장, 미야모토 겐지로부터 단타
- 첫 타점 : 1985년 5월 6일, 대 야쿠르트 스왈로스 6차전(고라쿠엔 구장), 2회말에 오카와 아키라로부터 적시 2루타
- 첫 희생타 : 1985년 6월 13일, 대 야쿠르트 스왈로스 12차전(후쿠이 현영 구장), 7회말에 아이 에이지로로부터 투수 앞 희생타
- 첫 홈런 : 1988년 7월 7일, 대 주니치 드래건스 16차전(삿포로 시 마루야마 구장), 4회말에 곤도 신이치로부터 좌월 솔로 홈런

#### 기록 달성 경력
- 통산 200희생타 : 1992년 7월 1일, 대 한신 타이거스 17차전(도쿄 돔), 8회말에 유미나가 다쓰히로로부터 ※역대 11번째
- 통산 250희생타 : 1993년 8월 25일, 대 한신 타이거스 22차전(도쿄 돔), 1회말에 나카다 고지로부터 ※역대 4번째
- 통산 300희생타 : 1995년 5월 4일, 대 한신 타이거스 3차전(한신 고시엔 구장), 1회초에 야마자키 가즈하루로부터 1루 앞 희생타 ※역대 3번째
- 통산 1000경기 출장 : 1996년 4월 7일, 대 한신 타이거스 3차전(도쿄 돔), 2번·유격수로서 선발 출장 ※역대 329번째
- 통산 350희생타 : 1996년 5월 6일, 대 히로시마 도요 카프 4차전(도쿄 돔), 1회말에 곤도 요시히사로부터 ※역대 2번째
- 통산 400희생타 : 1997년 4월 9일, 대 주니치 드래건스 2차전(도쿄 돔), 1회말에 우도 가쓰야로부터 투수 앞 희생타 ※역대 2번째
- 통산 1000안타 : 1997년 10월 8일, 대 야쿠르트 스왈로스 27차전(메이지 진구 야구장), 1회초에 이시이 가즈히사로부터 좌전 안타 ※역대 187번째
- 통산 450희생타 : 1998년 7월 19일, 대 야쿠르트 스왈로스 19차전(도쿄 돔), 8회말에 마크 에이커로부터 투수 앞 희생타 ※역대 2번째
- 통산 452희생타 : 1998년 8월 15일, 대 한신 타이거스 19차전(도쿄 돔), 7회말에 요시다 도요히코로부터 투수 앞 희생타 ※종래의 일본 프로 야구 기록(히라노 겐의 451희생타)을 경신
- 통산 1500경기 출장 : 2001년 5월 23일, 대 야쿠르트 스왈로스 8차전(도쿄 돔), 7회말에 가시와다 다카시의 대타로서 출장 ※역대 132번째
- 통산 500희생타 : 2002년 7월 25일, 대 한신 타이거스 18차전(한신 고시엔 구장), 9회초에 구로다 사토시의 대타로서 출장, 마크 발데스로부터 투수 앞 희생타 ※사상 최초
- 통산 512희생타 : 2003년 8월 20일, 대 요코하마 베이스타스 25차전(도쿄 돔), 6회말에 가와나카 모토쓰구의 대타로서 출장, 도밍고 구스만으로부터 투수 앞 희생타 ※메이저 리그 기록(에디 콜린스의 511 희생타)을 웃돈다

#### 기타
- 올스타전 출장 : 2회(1990년, 1993년)

### 등번호
- 60(1983년 ~ 1988년)
- 0(1989년 ~ 1999년)
- 6(2000년 ~ 2003년)
- 7(2004년 ~ 2006년)
- 71(2007년 ~ 2010년)
- 78(2011년 ~ 2018년)

### 연도별 타격 성적
| 연 도       | 소 속       | 경 기 | 타 석 | 타 수 | 득 점 | 안 타 | 2 루 타 | 3 루 타 | 홈 런 | 루 타 | 타 점 | 도 루 | 도 루 자 | 희 생 번 | 희 생 플 | 볼 넷 | 고 4 | 사 구 | 삼 진 | 병 살 타 | 타 율 | 출 루 율 | 장 타 율 | O P S |
| ----------- | ----------- | ----- | ----- | ----- | ----- | ----- | ------- | ------- | ----- | ----- | ----- | ----- | -------- | -------- | -------- | ----- | ---- | ----- | ----- | -------- | ----- | -------- | -------- | ----- |
| 1984년      | 요미우리    | 18    | 11    | 9     | 4     | 1     | 0       | 0       | 0     | 1     | 0     | 0     | 0        | 0        | 0        | 2     | 0    | 0     | 2     | 0        | .111  | .273     | .111     | .384  |
| 1985년      | 요미우리    | 35    | 27    | 23    | 1     | 5     | 4       | 0       | 0     | 9     | 3     | 0     | 0        | 2        | 0        | 1     | 0    | 1     | 4     | 0        | .217  | .240     | .391     | .631  |
| 1986년      | 요미우리    | 48    | 37    | 31    | 6     | 6     | 1       | 0       | 0     | 7     | 0     | 0     | 0        | 3        | 0        | 1     | 0    | 2     | 3     | 0        | .194  | .265     | .226     | .491  |
| 1987년      | 요미우리    | 58    | 49    | 38    | 8     | 8     | 4       | 0       | 0     | 12    | 0     | 0     | 0        | 5        | 0        | 4     | 1    | 2     | 7     | 1        | .211  | .318     | .316     | .633  |
| 1988년      | 요미우리    | 53    | 81    | 71    | 7     | 19    | 1       | 2       | 2     | 30    | 6     | 3     | 0        | 6        | 0        | 3     | 0    | 1     | 11    | 1        | .268  | .307     | .423     | .729  |
| 1989년      | 요미우리    | 98    | 381   | 319   | 40    | 81    | 9       | 5       | 5     | 115   | 28    | 6     | 4        | 32       | 2        | 23    | 0    | 5     | 46    | 4        | .254  | .312     | .361     | .673  |
| 1990년      | 요미우리    | 94    | 406   | 309   | 53    | 89    | 19      | 2       | 9     | 139   | 32    | 9     | 5        | 58       | 4        | 32    | 0    | 3     | 34    | 4        | .288  | .356     | .450     | .806  |
| 1991년      | 요미우리    | 126   | 562   | 439   | 53    | 110   | 17      | 2       | 2     | 137   | 36    | 8     | 0        | 66       | 2        | 49    | 0    | 5     | 56    | 6        | .251  | .331     | .312     | .643  |
| 1992년      | 요미우리    | 98    | 398   | 330   | 42    | 85    | 13      | 1       | 5     | 115   | 23    | 4     | 5        | 42       | 0        | 20    | 0    | 6     | 38    | 9        | .258  | .312     | .348     | .660  |
| 1993년      | 요미우리    | 131   | 553   | 462   | 58    | 134   | 23      | 2       | 5     | 176   | 35    | 2     | 10       | 45       | 2        | 43    | 0    | 1     | 64    | 9        | .290  | .350     | .381     | .731  |
| 1994년      | 요미우리    | 130   | 567   | 473   | 69    | 143   | 18      | 4       | 0     | 169   | 33    | 3     | 0        | 35       | 2        | 54    | 0    | 3     | 51    | 13       | .302  | .376     | .357     | .733  |
| 1995년      | 요미우리    | 108   | 467   | 371   | 51    | 97    | 13      | 0       | 2     | 116   | 19    | 3     | 3        | 47       | 0        | 47    | 0    | 2     | 47    | 12       | .261  | .348     | .313     | .660  |
| 1996년      | 요미우리    | 126   | 549   | 440   | 50    | 102   | 14      | 0       | 2     | 122   | 22    | 5     | 1        | 56       | 2        | 48    | 0    | 3     | 49    | 7        | .232  | .310     | .277     | .588  |
| 1997년      | 요미우리    | 124   | 507   | 416   | 68    | 120   | 21      | 2       | 6     | 163   | 25    | 2     | 3        | 45       | 2        | 39    | 0    | 5     | 40    | 6        | .288  | .355     | .392     | .747  |
| 1998년      | 요미우리    | 93    | 300   | 266   | 27    | 68    | 14      | 1       | 1     | 87    | 16    | 2     | 1        | 14       | 2        | 17    | 1    | 1     | 36    | 8        | .256  | .301     | .327     | .628  |
| 1999년      | 요미우리    | 82    | 186   | 149   | 19    | 44    | 1       | 0       | 0     | 45    | 14    | 0     | 2        | 19       | 0        | 17    | 1    | 1     | 12    | 3        | .295  | .371     | .302     | .673  |
| 2000년      | 요미우리    | 54    | 74    | 58    | 8     | 11    | 1       | 0       | 0     | 12    | 4     | 0     | 1        | 6        | 1        | 8     | 0    | 1     | 9     | 0        | .190  | .294     | .207     | .501  |
| 2001년      | 요미우리    | 73    | 64    | 52    | 6     | 15    | 3       | 0       | 2     | 24    | 5     | 0     | 0        | 10       | 0        | 2     | 0    | 0     | 11    | 0        | .288  | .315     | .462     | .776  |
| 2002년      | 요미우리    | 88    | 132   | 114   | 11    | 25    | 5       | 0       | 1     | 33    | 8     | 0     | 0        | 14       | 0        | 3     | 0    | 1     | 25    | 4        | .219  | .246     | .289     | .535  |
| 2003년      | 요미우리    | 72    | 90    | 80    | 5     | 19    | 3       | 1       | 0     | 24    | 3     | 0     | 1        | 9        | 0        | 1     | 0    | 0     | 10    | 3        | .238  | .247     | .300     | .547  |
| 2004년      | 주니치      | 80    | 34    | 23    | 4     | 6     | 0       | 0       | 1     | 9     | 3     | 0     | 0        | 6        | 0        | 4     | 0    | 1     | 4     | 2        | .261  | .393     | .391     | .784  |
| 2005년      | 주니치      | 69    | 24    | 17    | 1     | 5     | 2       | 0       | 0     | 7     | 6     | 0     | 0        | 7        | 0        | 0     | 0    | 0     | 5     | 0        | .294  | .294     | .412     | .706  |
| 2006년      | 주니치      | 51    | 29    | 22    | 0     | 6     | 0       | 0       | 0     | 6     | 1     | 0     | 0        | 6        | 0        | 0     | 0    | 1     | 6     | 0        | .273  | .304     | .273     | .577  |
| 통산 : 23년 | 통산 : 23년 | 1909  | 5528  | 4512  | 591   | 1199  | 186     | 22      | 43    | 1558  | 322   | 47    | 36       | 533      | 19       | 418   | 3    | 45    | 570   | 92       | .266  | .333     | .345     | .678  |

- 굵은 글씨는 시즌 최고 성적, 붉은색 글씨는 일본 프로 야구 역대 최고 기록.